# Scopula elisabethae
Scopula elisabethae là một loài bướm đêm trong họ Geometridae.